# Henricus Stero
Henricus Stero (auch Henricus Steoro, Heinrich Stör) OSB (um 1280/1287) war Abt in der bayerischen Benediktinerabtei Metten.

## Biographie
Henricus Stero war Mönch der Benediktinerabtei Niederalteich. Hier war er vor 1273 Kaplan und Sekretär des Abtes Hermann von Niederaltaich. Auf ihn verfasste er im Jahr 1275 ein Elogium. Lange war man auch der Meinung, Henricus habe die von Abt Herrmann verfassten Annalen des Klosters Niederalteich bis zum Jahr 1300 fortgesetzt.
Im Jahr 1280 erscheint Stero erstmals in einer Urkunde als Abt von Metten. Die Konventualen von Metten hatten ihn wohl als Abt postuliert, weil sich unter ihnen nach einer längeren Zeit innerer Unruhen keiner fand, der zur Übernahme des Amtes geeignet war. Die Wahl Steros zum Abt von Metten dürfte im Jahr 1278 oder 1279 erfolgt sein. Sein Wirken als Abt von Metten endete vor dem Jahr 1287, da er in diesem Jahr in einer Urkunde als Vorgänger von Abt Konrad II. von Metten genannt wird. Dem gebildeten Henricus gelang es als Abt in Metten jedoch nicht die materiellen Verhältnisse und die innere Ordnung des Klosters nachhaltig zu verbessern. Ob er das Amt des Abtes von Metten bis zu seinem Tod innehatte oder freiwillig resignierte und nach Niederalteich zurückkehrte, ist nicht bekannt. Jedenfalls beklagte sich sein Nachfolger Konrad II. darüber, dass er das Kloster Metten von Henricus in keinem guten Zustand übernommen habe.